# Емералд-Лейк-Гіллс (Каліфорнія)
Емералд-Лейк-Гіллс (англ. Emerald Lake Hills) — переписна місцевість (CDP) в США, в окрузі Сан-Матео штату Каліфорнія. Населення — 4406 осіб (2020).

## Географія
Емералд-Лейк-Гіллс розташований за координатами 37°27′55″ пн. ш. 122°15′57″ зх. д. / 37.46528° пн. ш. 122.26583° зх. д. (37.465282, -122.265898).  За даними Бюро перепису населення США в 2010 році переписна місцевість мала площу 3,11 км², з яких 3,10 км² — суходіл та 0,02 км² — водойми.

## Демографія
Згідно з переписом 2010 року, у переписній місцевості мешкало 4278 осіб у 1550 домогосподарствах у складі 1231 родини. Густота населення становила 1374 особи/км².  Було 1614 помешкання (518/км²).
Расовий склад населення:
| - 85,4 % — білих - 7,5 % — азіатів - 0,9 % — чорних або афроамериканців - 0,4 % — вихідців з тихоокеанських островів - 0,1 % — корінних американців - 1,3 % — осіб інших рас |

До двох чи більше рас належало 4,3 %. Частка іспаномовних становила 6,7 % від усіх жителів.
За віковим діапазоном населення розподілялося таким чином: 22,8 % — особи молодші 18 років, 64,3 % — особи у віці 18—64 років, 12,9 % — особи у віці 65 років та старші. Медіана віку мешканця становила 46,0 року. На 100 осіб жіночої статі у переписній місцевості припадало 99,1 чоловіків;  на 100 жінок у віці від 18 років та старших — 97,3 чоловіків також старших 18 років.
Середній дохід на одне домашнє господарство  становив 230 454 долари США (медіана — 164 643), а середній дохід на одну сім'ю — 251 130 доларів (медіана — 174 938). Медіана доходів становила 142 039 доларів для чоловіків та 86 458 доларів для жінок. За межею бідності перебувало 2,7 % осіб, у тому числі 0,0 % дітей у віці до 18 років та 1,4 % осіб у віці 65 років та старших.
Цивільне працевлаштоване населення становило 2416 осіб. Основні галузі зайнятості: науковці, спеціалісти, менеджери — 26,0 %, освіта, охорона здоров'я та соціальна допомога — 22,5 %, виробництво — 8,7 %, роздрібна торгівля — 8,0 %.